# Oiga pues m'hijita / Muchachas del telar
«Oiga pues m'hijita / Muchachas del telar» es el octavo sencillo oficial del cantautor chileno Víctor Jara como solista. Fue lanzado en 1971 y pertenece al álbum El derecho de vivir en paz lanzado el mismo año.

## Lista de canciones
| Lado A |                      |              |          |  |
| N.º    | Título               | Escritor(es) | Duración |  |
| 1.     | «Oiga pues m'hijita» | Víctor Jara  | 2:42     |  |

| Lado B |                       |              |          |  |
| N.º    | Título                | Escritor(es) | Duración |  |
| 2.     | «Muchachas del telar» | Víctor Jara  | 2:25     |  |
| 5:07   |                       |              |          |  |